# 横浜DeNAベイスターズ主催試合の地方球場一覧
横浜DeNAベイスターズ主催試合の地方球場一覧（よこはまディー・エヌ・エーベイスターズしゅさいじあいのちほうきゅうじょういちらん）では、プロ野球・大洋ホエールズ→大洋松竹ロビンス→洋松ロビンス→大洋ホエールズ→横浜大洋ホエールズ→横浜ベイスターズ→横浜DeNAベイスターズ及びその前身球団が本拠地球場以外で公式戦を主催した野球場を列記する（使用した年は全部スタブ。フランチャイズ制度ができた1952年より）。
1953年に大洋に対等合併された松竹ロビンスのものは松竹ロビンスの主催試合の地方球場一覧を参照されたい。

## 概要
- 神奈川県（保護地域）

一軍 - 横浜スタジアム（専用球場、横浜市中区）
二軍 - 横須賀スタジアム（横須賀市）、バッティングパレス相石スタジアムひらつか（平塚市）、サーティーフォー相模原球場（相模原市）

### 地方開催の運営方法
球団の筆頭株主がマルハ（旧：大洋漁業、現：マルハニチロ）だった頃は宮城県仙台市や北海道函館市など近隣に大規模な漁港などがあり、かつ同社が営業拠点を保有している都市で主催公式戦を開催するケースが多かった。また当時は地元主催者に興行権を売却する「売り興行」が主流であった。
だが、2002年に球団の筆頭株主が東京放送（現：TBSホールディングス）へ移行すると、翌2003年以降の地方開催は球団が直接運営に携わりつつ、開催先のJNN系列局と共同で主催するケースが主流となっており、売り興行はほとんど行われなくなっている。
なお、神奈川県内の公式戦（相模原および平塚）は球団独自の主催によって開催している。

## 一軍

### 神奈川県（保護地域）
- 川崎球場（現：富士通スタジアム川崎 = 野球不可の球技場として機能）（1978、1993<試合中止>）
  - 1955年から1977年までは本拠地球場。
- 相模原市立相模原球場（現：サーティーフォー相模原球場）（1998,2001-2002,2008-2011<2001,2007は中止>）
  - かつては日本ハムファイターズの二軍本拠地であったため、セ・パ交流戦（以下、交流戦）での対日本ハム戦で使用されることがある。
- 平塚球場（現：バッティングパレス相石スタジアムひらつか）（1986-2015<1998,2015は中止>）
  - 近年は2試合開催されることがある。2016年以降は開催なし。
  - ファームの準本拠地。

### 歴代本拠地

#### 山口県
- 下関市営球場（1950-1954,1956-1962,1965-1971,1973-1975）
  - 1950年から1952年までは本拠地球場。

#### 大阪府
- 大阪スタヂアム（大阪球場）（1951,1953-1954）
  - 1953年と1954年のみ本拠地球場。

#### 北海道
- 函館市民球場（1950）
- 旭川市営野球場（1950）
- 札幌市円山球場（1950,1966,1968-1969,1974-2000）
- 函館オーシャンスタジアム（1950,1952,1966,1971-1972）
  - 2021年に五輪中断期間に開催された2021プロ野球エキシビションマッチの日本ハム主催試合を3試合開催。
- 室蘭富士鉄球場 → 室蘭新日鐵球場（1968,1969）
- 旭川スタルヒン球場（1986,1993,1995,1997,1999）
  - 2013年に交流戦の日本ハム主催試合を2試合開催。
- 釧路市民球場（1995,1997-1998,2001,2003）
- 帯広の森野球場（1995,1997-1998,2001,2003）
- 札幌ドーム（2001-2005）
  - 主催公式戦がなくなった後も、2022年まで日本ハムの主催試合（オープン戦および交流戦）でビジターチームとして使用していた。
  - かつては北海道シリーズとして函館、札幌、旭川、釧路、帯広のうちで3連戦が設定されていた。また、他球団主催の北海道シリーズのビジターチームとして使用したこともある。

### 東北

#### 青森県
- 青森県営野球場（1968,1972）

#### 秋田県
- 秋田市営八橋球場（現：さきがけ八橋球場）（1953,1976,1977）

#### 岩手県
- 岩手県営野球場（1985,1987-1992,1995,1997,2004）

#### 宮城県
- 宮城球場（現：楽天モバイルパーク宮城）（1952,1953,1958,1959,1971,1973-2001,2004<1994,1997,1999は中止>）
  - 売り興行だった時代は東北野球企業との共催だった。他球団主催のビジターとしての開催もある他、2005年以降は東北楽天ゴールデンイーグルスの主催試合（交流戦）でビジターチームとして使用している。

#### 山形県
- 酒田市営光ヶ丘野球場（1953）
- 山形市営球場（1967）
- 山形県野球場→山形蔵王タカミヤホテルズスタジアム（現：ヤマリョースタジアム山形）（1993,1998-1999,2001,2004-2005<1998は中止>,2008）

#### 福島県
- 会津若松市営球場（1953,1956）
- 白河市営城山球場（1956）
- 郡山総合運動場開成山野球場（現：ヨーク開成山スタジアム）（1971,2013-2014）
- 福島県営あづま球場（1988,1994,1996,2008）
- いわきグリーンスタジアム（1997）

### 関東

#### 茨城県
- 茨城県営球場（1955）
- 水戸市民球場（1989）
- ひたちなか市民球場（1997）

#### 栃木県
- 宇都宮常設球場（1952,1955）
- 宇都宮総合球場（1953,1969）
- 大田原市営球場（1955）
- 宇都宮清原球場（1988-1991,1995-1996<1990,1996は中止>）

#### 群馬県
- 桐生球場（1974年）

#### 埼玉県
- 埼玉県営大宮公園野球場（1951,1955）
- 熊谷市営球場（1952,1955）

#### 千葉県
- 銚子市営球場（1957）
- 千葉県天台球場（1977）

#### 東京都
- 後楽園球場（1950-1951）
  - フランチャイズ制導入後、読売ジャイアンツや国鉄スワローズ主催のビジターチームとしては恒常的に使用した。
- 東京スタジアム（1965-1969,1971-1972）
- 東京ドーム（2021）
- 明治神宮野球場（2021）
  - 東京ドームは読売ジャイアンツ主催の、神宮球場は東京ヤクルトスワローズ主催のビジターゲームでは恒常的に使用しているが、横浜スタジアムが東京オリンピック野球競技の会場となったことから、代替会場としてホームゲームで使用されたもの。

#### 神奈川県
- 横浜公園平和野球場（1955-1958）※神奈川県への移転時に、名目上の本拠地球場としたが、設備の脆弱さを理由に横浜スタジアムへの改築まで川崎球場を常用した。
- 茅ヶ崎公園野球場（1957）

#### 山梨県
- 山梨県小瀬スポーツ公園野球場（現：山日YBS球場）（2007,2009-2012）

### 中部

#### 新潟県
- 新潟市営白山野球場（1952,1955）
- 長岡球場（1952,1955）
- 高田市営球場（1952,1955）
- 長岡市悠久山野球場（1970）
- 新発田市営球場（1973）
- 新潟市営鳥屋野野球場（1970,1973,1986）
- 新潟県立野球場（2009-2019,2021-）
  - 施設命名権を導入し、名称を「HARD OFF ECOスタジアム新潟」としている。
  - 2011,2012,2014,2016,2018,2019,2021〜2024年は1試合、それ以外はいずれも2試合開催（2017年は1試合開催予定だったが雨天中止。2021年も2試合開催予定が1試合中止）。また2013年には別途読売ジャイアンツ主催の1試合でビジターとなった。

#### 長野県
- 上田市営野球場（1950）
- 長野市営城山野球場（1950,1956）
- 伊那市営野球場（1956）
- 飯田市営今宮球場（1956）
- 佐久市営岩村田球場（1957）
- 長野県営野球場（1974）
- 長野オリンピックスタジアム（南長野運動公園野球場）（2003,2006-2012）
  - 2013年6月21日に阪神タイガース戦で開催予定で組まれていたが、雨天中止になったため、それ以降は主催試合無し。
- 松本市野球場（2003,2009,2012）

#### 静岡県
- 浜松市営球場（1955）
- 沼津市営球場（1955）
- 静岡県草薙総合運動場硬式野球場（静岡草薙球場）（1955,1973-1991,1993,1995-2007<2000は中止>,2011<2013は中止>,2014）
  - 近年は2試合開催されることがある。
  - かつての春季キャンプ地であり、下関市、明石市、北九州市、長崎市と同様に球団所縁の地である。

#### 富山県
- 富山神通球場（1950）
- 県営富山野球場（1950,1956,1957,1979）
- 富山市民球場アルペンスタジアム（1994,1999）

#### 石川県
- 石川県営兼六園野球場（1950,1956-1960）
- 小松末広野球場（1958）
- 石川県立野球場（1976,1979,1992）

#### 福井県
- 福井市営球場（1950,1951）
- 福井県営球場（1992,1994,1999<1999は中止>）
  - 富山、石川および福井県の試合のうち、対中日ドラゴンズ戦は北陸中日新聞や日刊県民福井との関係上中日主催となることが多い。

#### 愛知県
- 中日球場（1950,1954）

#### 三重県
- 松阪市営球場（1951,1954）

### 近畿

#### 滋賀県
- 彦根球場（1954）

#### 京都府
- 衣笠球場（1950-1951）
- 京都市西京極総合運動公園野球場（西京極球場）（現：わかさスタジアム京都）（1953-1954）

#### 大阪府
- 日本生命球場（1950-1951,1954）

#### 兵庫県
- 甲子園球場
（1950-1952）
- 兵庫県立明石公園第一野球場（現：明石トーカロ球場）（1951）
  - 明石市は林崎漁港及び魚の棚が大洋漁業創業家中部家の発祥地という球団所縁の地である。明石公園には大洋漁業創業者の中部幾次郎の銅像が建つ。1953年と1960-1961年には春季キャンプを行った。
  - 関西での開催は主として1953年に松竹ロビンスとの合併により「大洋松竹（洋松）ロビンス」として開催したことによるもので、本拠地は旧松竹ロビンス側の大阪球場を主として使用した。

#### 和歌山県
- 和歌山県営球場（1953,1954）

### 中国・四国

#### 島根県
- 浜田市野球場（1952）
- 松江市営球場（1952）

#### 岡山県
- 岡山県野球場（1952,1954,1970）
  - 阪神タイガースおよび広島東洋カープ主催の対大洋戦も開催された。

#### 広島県
- 広島県総合グランド野球場（1950）
- 十日市町営球場（1950）

#### 香川県
- 高松市立中央球場（1970）

### 九州・山口

#### 山口県
- 徳山市営毛利球場（1950,1952,1954）
- 防府市設野球場（1952,1954）
- 宇部市営恩田野球場（現：ユーピーアールスタジアム）（1958-1959）
- 山口市民球場（1958）
- 徳山市野球場（1971-1973）
- 山陽小野田市野球場（1974）
- 下関球場（現：オーヴィジョンスタジアム下関）（1989-1994,1996,1998,2004,2006-2007）
  - 1929年5月に下関市で設立された林兼商店野球部を前身として、1950年に発足した大洋ホエールズの本拠地球場として1952年まで使用されていた。対広島戦の場合、オープン戦では広島主催となることもあった。
- 西京スタジアム（2007）

#### 福岡県
- 八幡桃園球場（1950）
- 平和台野球場（1950,1952,1954）
  - 福岡県を本拠とする球団がなかった1979-1988年は、平和台野球が勧進元（読売ジャイアンツ主催は同社を通さず読売新聞社・報知新聞社・日本テレビが主催、福岡放送後援で自主開催）となる他球団主催のビジターゲームでも使用した。
- 春日原球場（1950）
- 門司市営老松球場（1952）
- 小倉豊楽園球場（1952-1954）
  - かつて二軍が本拠地を置いていた（当時の球団名は洋松ジュニアロビンス）。
- 八幡大谷球場（1953-1954）
- 大牟田市延命球場（1953）
- 北九州市民球場（1993,2008,2012）
  - 2008年と2012年は、いずれも福岡県を保護地域とする福岡ソフトバンクホークス戦（交流戦）が充てられた。
  - ダグアウトの割り振りは通常のソフトバンク主催試合同様に横浜が三塁側、ソフトバンクが一塁側を使った。また横浜は2005年から2008年まで、交流戦で専用ユニフォームを着ていたが、2008年の大分・北九州の2連戦では通常のホーム用ユニフォームを着た。一方、ソフトバンクが北九州でビジター用ユニフォームを着たのはこの試合が初めてだった[1]。横浜は北九州市民球場で主催のオープン戦を年間1試合前後開催している他、かつては公式戦でも平和台球場とともに他球団主催のビジターゲームでの使用もあった。
- 福岡ドーム（現：みずほPayPayドーム福岡）（2004）
  - 2005年以降は福岡ソフトバンクホークスの主催試合（交流戦）でビジターチームとして使用している。

#### 佐賀県
- 佐賀市民グラウンド（1950,1952）
- 佐賀県立森林公園野球場 （佐賀・みどりの森県営球）（2002,2005）

#### 長崎県
- 長崎商業高校グラウンド（1950）
- 佐世保市営球場（1950）
- 長崎市営大橋球場（1950-1954,1959,1969,1975）
  - 長崎市は大洋漁業長崎支社、大洋食品、大洋真珠、長崎放送など林兼商店を起源とする大洋漁業関連会社が多く集積する球団所縁の地である。
- 長崎県営野球場（長崎ビッグNスタジアム）（1999-2000,2002,2005-2006,2012）

#### 熊本県
- 熊本市水前寺野球場（1950,1952）
- 藤崎台県営野球場（現：リブワーク藤崎台球場）（1989-1992,1994,1996,1998,2003<2005年は中止>)

#### 大分県
- 大分県立春日浦野球場（1950,1951,1952）
- 中津市営球場（1950,1953-1954）
  - 1954年に大阪タイガースとの開幕戦が行われた。
- 新大分球場（現：別大興産スタジアム）（2008）

#### 宮崎県
- 都城市営球場（1973）

#### 鹿児島県
- 鹿児島県立鴨池野球場（現：平和リース球場）（1973,2001,2003,2005）

#### 沖縄県
- 那覇市営奥武山野球場（現：沖縄セルラースタジアム那覇）（1975,2010-2012,2014-2015）
  - いずれも2連戦が組まれたが、2014年は1試合中止。

## 二軍

### 神奈川県（保護地域）
- 横浜スタジアム
- 大和スタジアム
- 市営小田原球場
- 海老名運動公園野球場
- 中井町中央公園野球場
- 愛川町田代球場
- 横山球場
- 横浜DeNAベイスターズ総合練習場

### 中部
- 静岡県愛鷹広域公園野球場
- 静岡市清水庵原球場
- 富士球場
- 松本市野球場

### 九州・山口
- 下関球場
- 北九州市民球場
- 防府スポーツセンター野球場
- 宇部市野球場
- 天草・長嶋茂雄球場